# Veasna
Veasna (kambodschanisch: វាសនា) ist ein männlicher Vorname.

## Herkunft und Bedeutung
Der kambodschanische Vorname bedeutet Gelegenheit, Glück, Schicksal.

## Bekannte Namensträger
- Veasna Troeung (* 1989), kambodschanischer Badmintonspieler